# Schizoprymnus sedlacekorum
Schizoprymnus sedlacekorum är en stekelart som beskrevs av Papp 1991. Schizoprymnus sedlacekorum ingår i släktet Schizoprymnus och familjen bracksteklar. Inga underarter finns listade i Catalogue of Life.